# Николич, Елена
Елена Николич (серб. Јелена Николић / Jelena Nikolić, родилась 13 апреля 1982 в Белграде) — сербская волейболистка, играющая на позиции нападающей в национальной сборной и турецком клубе «Бурса ББ».

## Клубы
- 1998—1999:  Обеликс (Белград)
- 1999—2002:  Реджио Эмилия
- 2002—2003:  Бергамо
- 2003—2004:  Виченца
- 2004—2005:  Канны
- 2005—2006:  Торэй Эрроуз
- 2006—2007:  Меджиус Падуа
- 2007—2008:  Такэфудзи Бамбу
- 2008—2012:  Вакыфбанк
- 2012—2013: без клуба
- 2013—2014:  Вакыфбанк
- 2014—2015:  Азерйол
- с 2015:  Бурса ББ

## Достижения

### Клубные
- Чемпионка Франции: 2005
- Победительница Кубка Франции: 2005
- Чемпионка Турции: 2014
- Вице-чемпионка Турции: 2010, 2011, 2012
- Победительница Кубка Турции: 2014
- Обладательница Суперкубка Турции: 2013
- Победительница Лиги чемпионов: 2011
- Победительница клубного чемпионата мира: 2013

### В сборной
- Чемпионка Европы: 2011
- Чемпионка Евролиги: 2010
- Серебряный призёр чемпионата Европы: 2007
- Серебряный призёр Универсиады: 2009
- Бронзовый призёр чемпионата мира: 2006
- Бронзовый призёр Мирового Гран-при: 2011
- Бронзовый призёр Европейских игр: 2015
- Бронзовый призёр Чемпионата Европы: 2015
- Серебряный призёр Олимпийских игр: 2016

### Индивидуальные
- Лучшая связующая и MVP Евролиги: 2010
- Самый результативный игрок Лиги чемпионов: 2011